# Душин, Николай Алексеевич
Николай Алексеевич Душин (1921—2001) — советский военный контрразведчик, начальник 3-го Главного управления КГБ СССР, генерал-полковник (1985).

## Биография
Родился в крестьянской семье. В 1939 окончил Хвалынское педагогическое училище, работал завучем неполной средней школы села Саясан (Чечено-Ингушская АССР), затем инспектором районного отдела народного образования.
В РККА с января 1940, после окончания Сталинградского военно-политического училища в январе 1941 политрук роты, с мая 1942 комиссар полковой школы 3-го стрелкового полка 40-й стрелковой дивизии 25-й армии на Дальневосточном фронте. С октября 1942 слушатель курсов «Выстрел» в городе Ворошилов-Уссурийск, с марта 1943 командир стрелковой роты 21-й отдельной стрелковой бригады 25-й армии.
В органах госбезопасности с июня 1943, службу начал на Дальнем Востоке. Оперуполномоченный, с октября 1944 следователь ОКР СМЕРШ по 8-й отдельной стрелковой бригаде 25-й армии, с декабря 1944 следователь, старший следователь ОКР СМЕРШ по 393-й стрелковой дивизии 25-й армии Дальневосточного фронта (Приморской группы войск). Участвовал в советско-японской войне в августе 1945 года. С июля 1946 старший оперуполномоченный 4-го отделения УКР МГБ по Приморскому военному округу, с июня 1948 помощник начальника опергруппы УКР МГБ по Приморскому военному округу в Северной Корее, с февраля 1949 временно исполняющий обязанности начальника отделения ОКР МГБ по 9-й воздушной армии Приморского военного округа, с апреля 1949 начальник 1-го отделения ОКР МГБ по 54-й воздушной армии Приморского военного округа, с мая 1950 временно исполняющий должность начальника, затем начальник ОКР МГБ по 34-й бомбардировочной авиадивизии 54-й воздушной армии Приморского военного округа.
В сентябре 1952 направлен на учёбу в Высшую школу МГБ-КГБ. После её окончания в июле 1955 работал в центральном аппарате КГБ старшим оперуполномоченным, с августа 1957 заместитель начальника 2-го отделения 1-го отдела 3-го Главного управления КГБ при Совете министров СССР. Затем начальник 2-го отделения 1-го отдела 3-го Главного управления КГБ при СМ СССР с июля 1959 до сентября 1960 года. Начальник 1-го отдела Управления особых отделов КГБ по Группы советских войск в Германии с декабря 1960 до июня 1964 года. Заместитель начальника, затем начальник 1-го отдела 3-го Управления КГБ при СМ СССР с июня 1964 до августа 1970. Заведующий сектором органов государственной безопасности отдела административных органов ЦК КПСС с августа 1970 до февраля 1974. Начальник 3-го Управления (с 1982 — 3-го Главного управления) КГБ СССР с февраля 1974 до 14 июля 1987 года, член Коллегии КГБ СССР.

Генерал-майор В. А. Широков вспоминает: 
Мне пришлось присутствовать на той памятной коллегии КГБ в 1987 году, на заседании которой Душин был обвинен в том, что просмотрел случаи «липачества» в военной контрразведке. Речь шла о нарушениях законности, допущенных при привлечении на Дальнем Востоке к уголовной ответственности с нарушениями законности нескольких офицеров Советской армии за инициативный шпионаж. На мой взгляд, за такие просчеты понести ответственность должен был не начальник Главка, а его подчиненные, курировавшие Дальний Восток, но по-видимому, всё дело было в том, что аппарату Горбачёва нужно было просто освободить должность для своего человека.
Отстранён от должности в результате проверки 3-го Главного управления Инспекторским управлением КГБ, выявившей серьёзные нарушения в работе особых отделов в войсковых частях на Дальнем Востоке.
Умер в 2001 году. Похоронен в Москве на Троекуровском кладбище.

### Награды
Ордена Ленина, Октябрьской Революции, Красного Знамени, Трудового Красного Знамени, Отечественной войны I степени, Красной Звезды, медали.